# Kawasaki 454 LTD
La Kawasaki 454 LTD es una motocicleta que se produjo de 1984 a 1990, también conocida como la EN450 y Z450LTD. Es la predecesora de la Kawasaki Vulcan 500. El motor fue medio motor (2 de los 4 cilindros) del motor de la Kawasaki Ninja 900. La Kawasaki 900 tenía 908 cc de modo que al quitarle 2 cilindros, la capacidad de su motor quedaba en 454cc de ahí su nombre. Tenía enfriamiento del motor por líquido, 4 válvulas por cilindro y doble árbol de levas en la cabeza, todo lo cual le daba una potencia muy grande para su tamaño, teniendo una potencia de 50 caballos a un máximo de 10,000 RPM. La 454 es considerada una buena motocicleta para principiante, por su ligereza unida a un asiento muy bajo, así como una baja vibración del motor por su eficiente volantín. La Kawasaki 454 es también conocida por su gran aceleración, habiendo vencido a un Chevrolet Corvette en la aceleración de 0-60MPH y el cuarto de milla por más de 1 segundo. Por su geometría y potencia tiene una tendencia a realizar caballitos con mucha facilidad.
A pesar de que la 440 fue su predecesora en las ventas de motocicletas de tamaño medio diseñadas por Kawasaki, las dos no tenían casi nada de diseño en común, ya que el motor de la Kawasaki 440 tenía un solo árbol de levas y 2 válvulas por cilindro, estaba enfriado por aire y producía tan solo 27 caballos contra los 50 del motor de la 454. Ambas motocicletas eran altamente confiables y requerían bajo mantenimiento, pero por diferentes razones: mientras que el mantenimiento de la 440 era muy sencillo, la 454 casi no requería servicio porque su transmisión a la rueda trasera era por correa dentada.
La Kawasaki 454 fue descontinuada a favor de la Kawasaki Vulcan 500 LTD en 1990, sin incremento en la potencia a pesar del mayor desplazamiento. La razón del cambio hacia la casi idéntica Vulcan 500 fue que se dejó de producir la Ninja 900 de 908 cc en 1990, y fue reemplazada por la Ninja 500 cc, de modo que ya no había inventario de motores de 908 cc a convertir en motores de 454cc. La Vulcan 500 tenía un diseño muy similar a la 454, basada también en su contraparte Ninja, pero tomando el motor de la Ninja 500 sin modificación, más que una afinación diferente para darle un funcionamiento más de moto chopper (mayor par de torsión a bajas RPM sacrificando potencia final), junto con otras diferencias como la transmisión por cadena (en modelos posteriores), no tener tacómetro y rayos del tipo de bicicleta. Muchos de esos cambios fueron dándose de forma gradual, en lo que la Vulcan 500 LTD cambiaba de una forma muy parecida a la 454 (modelo A) a la forma final de Vulcan 500 llamada modelo C.